# Колежіу-Мілітар/Луж (станція метро)
38°45′9″ пн. ш. 9°11′20″ зх. д. / 38.75250° пн. ш. 9.18889° зх. д.
Кол́ежіу-Міліт́ар/Луж (порт. Colégio Militar/Luz) — станція Лісабонського метрополітену. Знаходиться у західній частині міста Лісабона в Португалії. Розташована на Синій лінії (або Чайки), між станціями «Карніде» та «Алту-душ-Моїньюш». Станція берегового типу, мілкого закладення. Введена в експлуатацію 14 жовтня 1988 року . З моменту свого відкриття і аж до 1997 року була кінцевою станцією Синьої лінії. Належить до першої зони Синьої лінії, вартість проїзду в межах якої становить 0,75 євро. Назва станції у дослівному перекладі з португальської мови означає «військовий коледж» завдяки своєму розміщенню поблизу цього закладу. Друга частина назви — «Луж» означає місцевість де знаходиться станція, там же розміщений і футбольний стадіон «Луж».

## Опис
За архітектурою станція є однією з найгарніших у Лісабонському метро. Архітектор — António J. Mendes, художні роботи виконав — Manuel Cargaleiro, який за основу декорації використав розмальовані у синіх тонах облицювальні плитки, що утворюють композиції у вестибюлі, на стінах та торцевій частині станції. Станція має центральний вестибюль підземного типу, що має дев'ять виходів на поверхню (у тому числі і до комерційного центру «Коломбо»). На станції заставлено тактильне покриття. 

## Режим роботи[4]
Відправлення першого поїзду відбувається з кінцевих станцій лінії:
- ст. «Амадора-Еште» — 06:30
- ст. «Санта-Аполонія» — 06:30

Відправлення останнього поїзду відбувається з кінцевих станцій лінії:
- ст. «Амадора-Еште» — 01:00
- ст. «Санта-Аполонія» — 01:00

## Галерея зображень

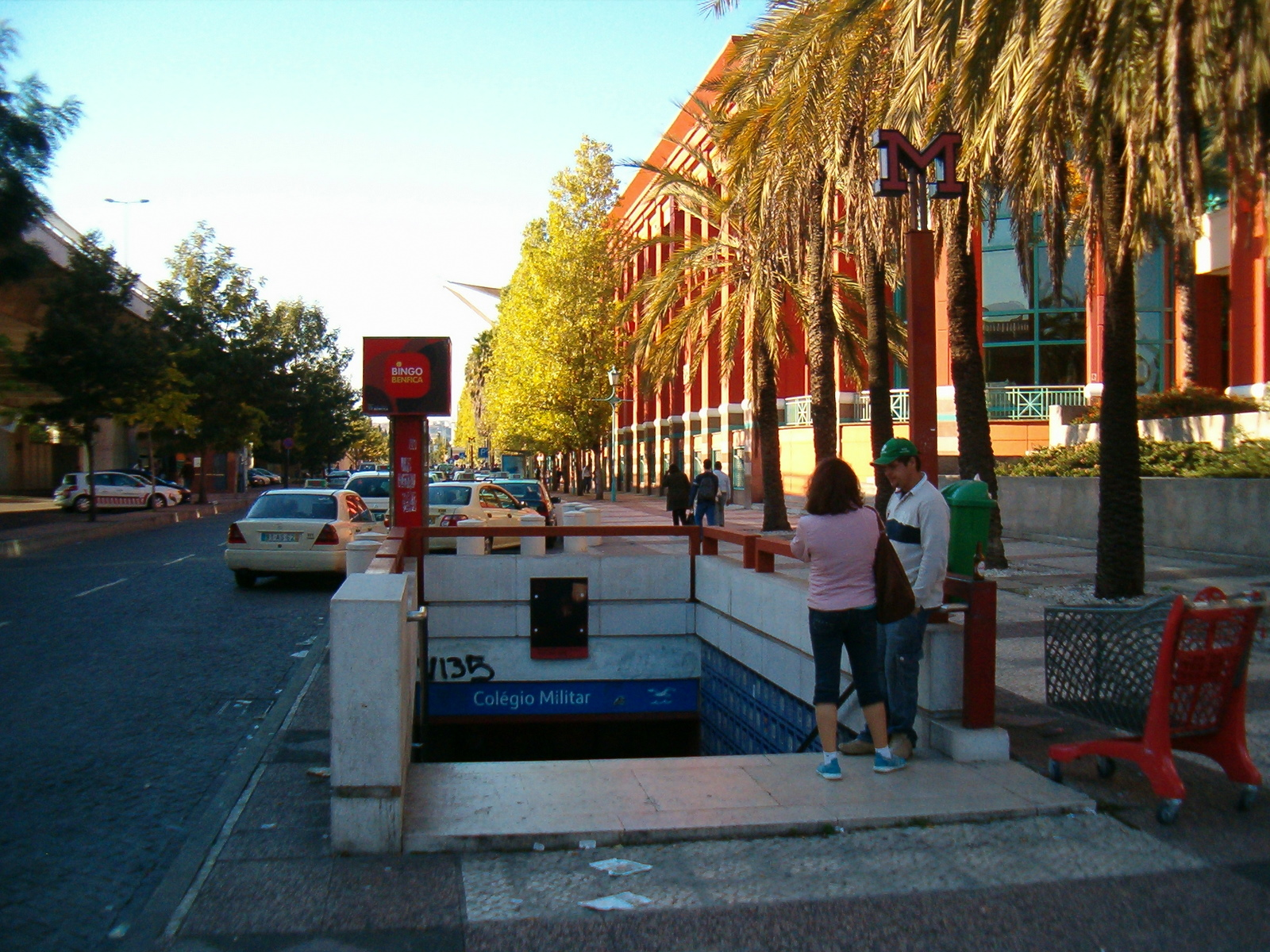
Спуск до станції з вулиці
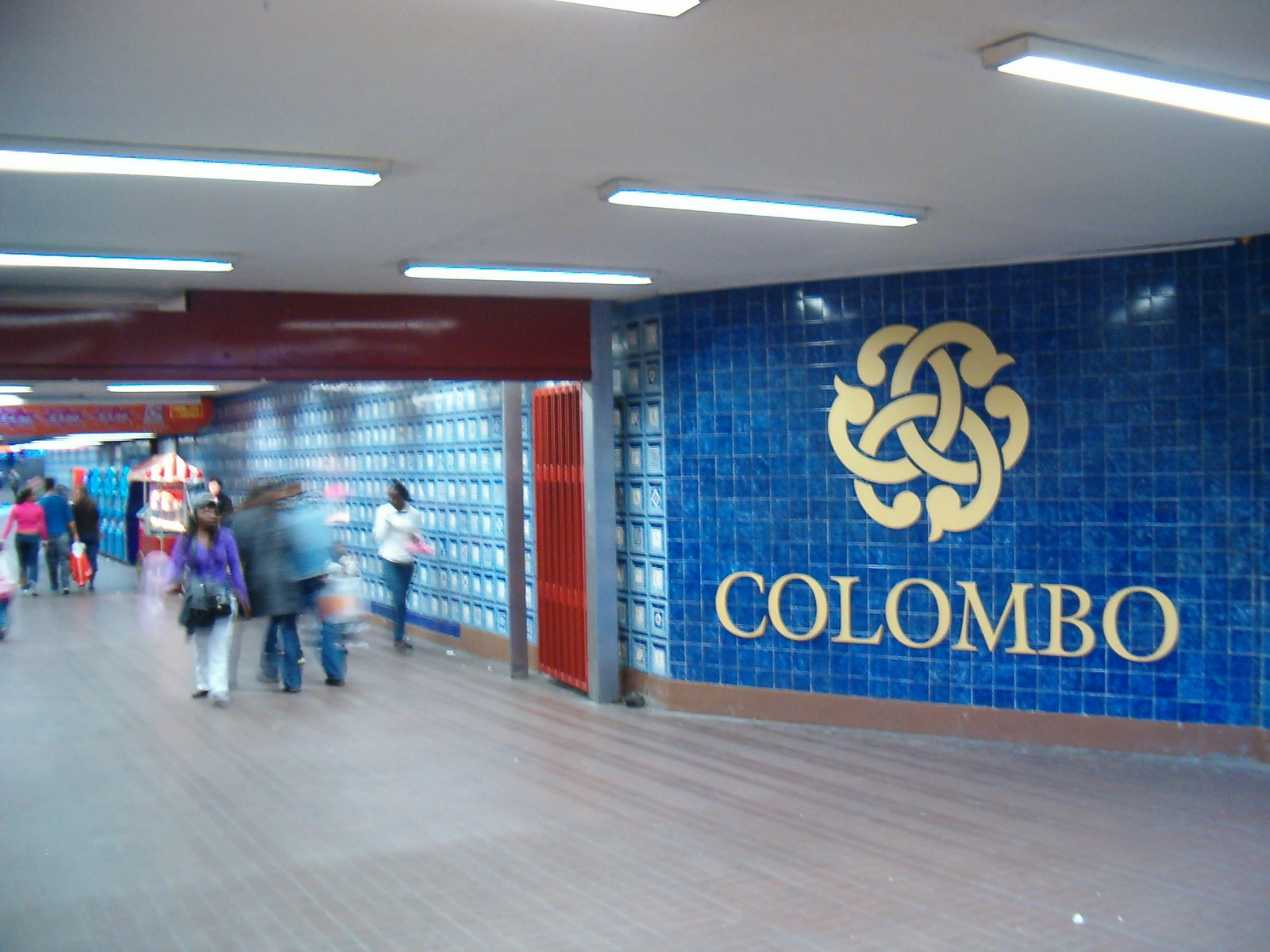
Вихід до КЦ «Коломбо»
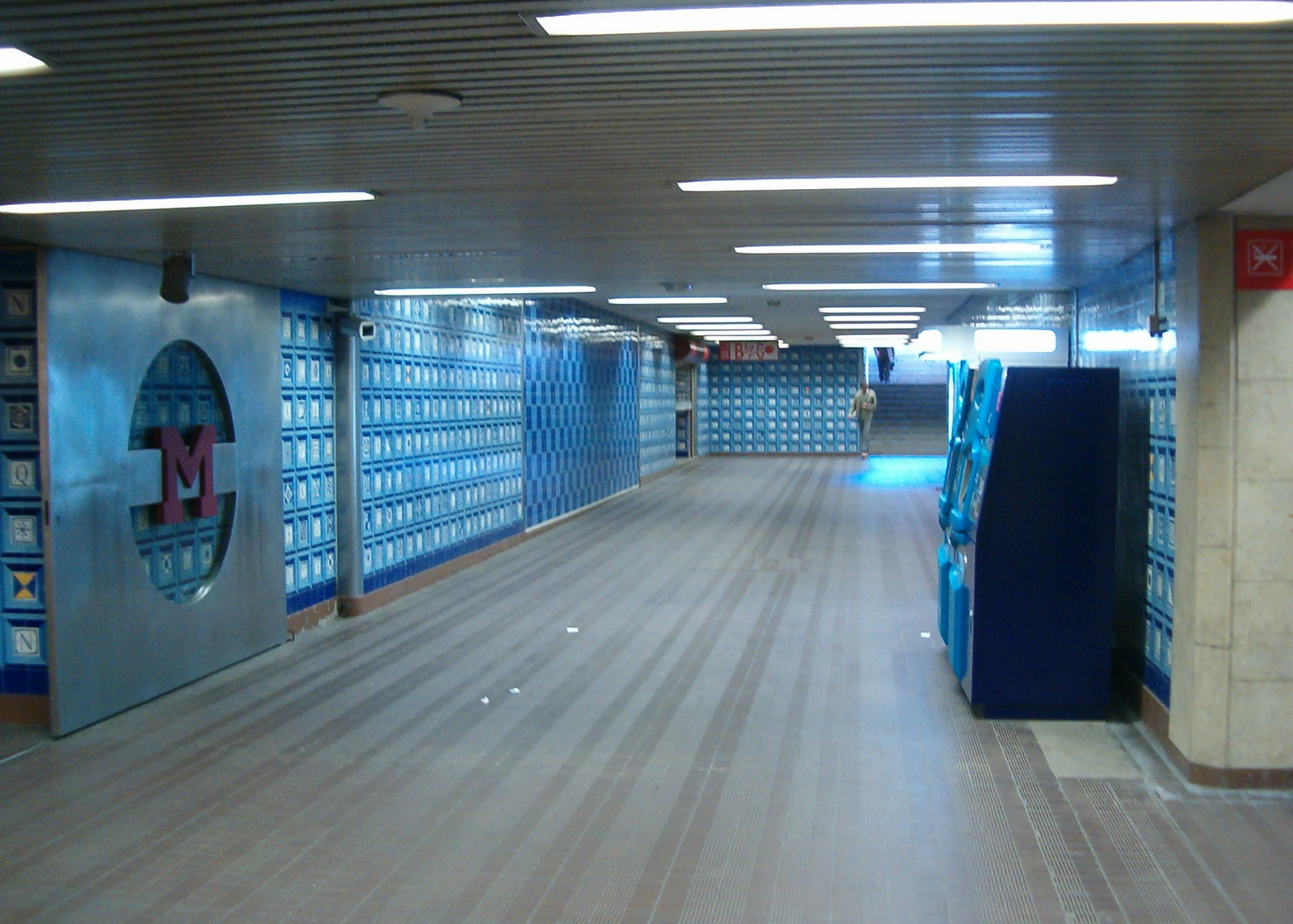
Вихід до автобусних зупинок
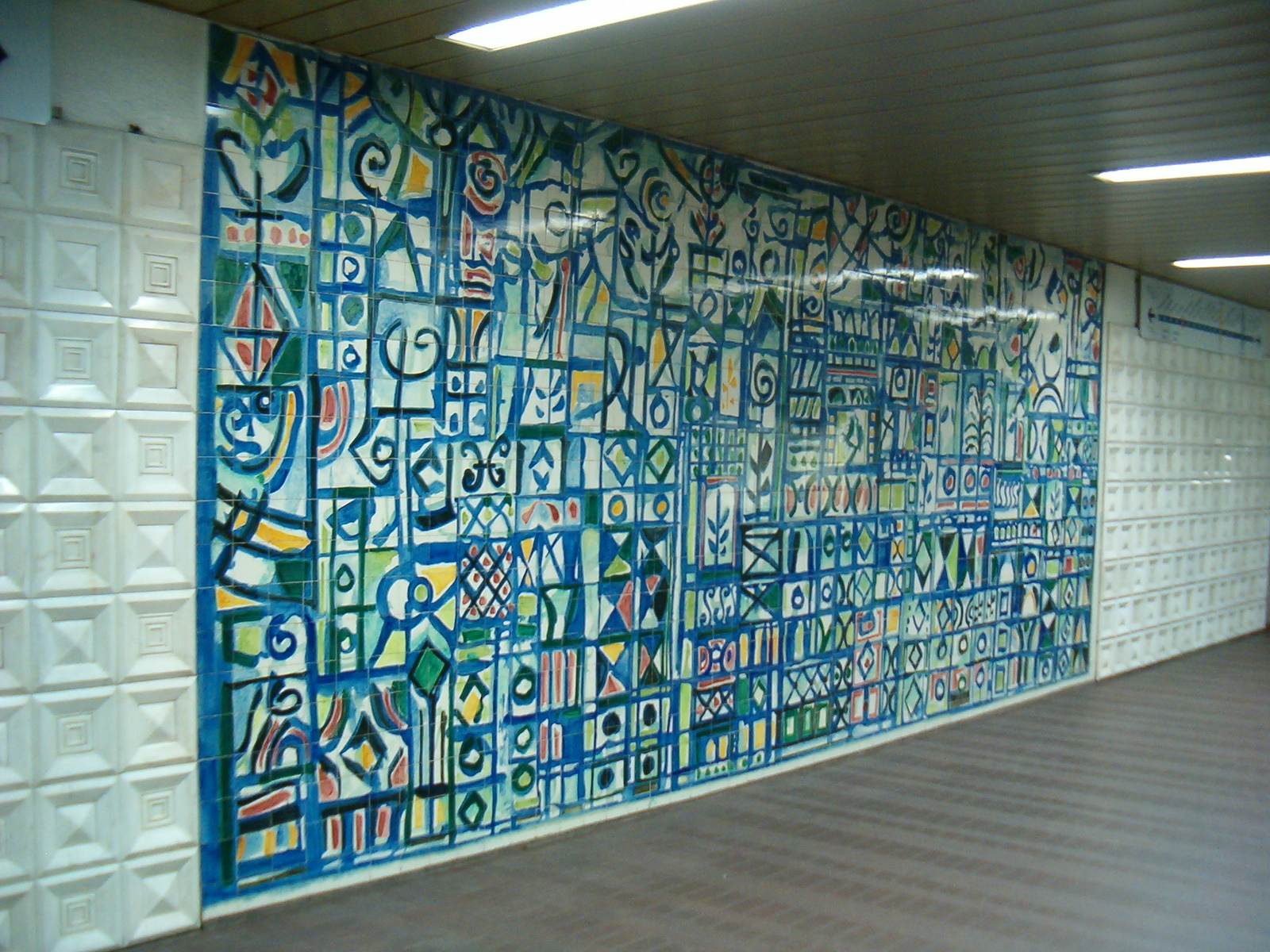
Декорація стін у вестибюлі
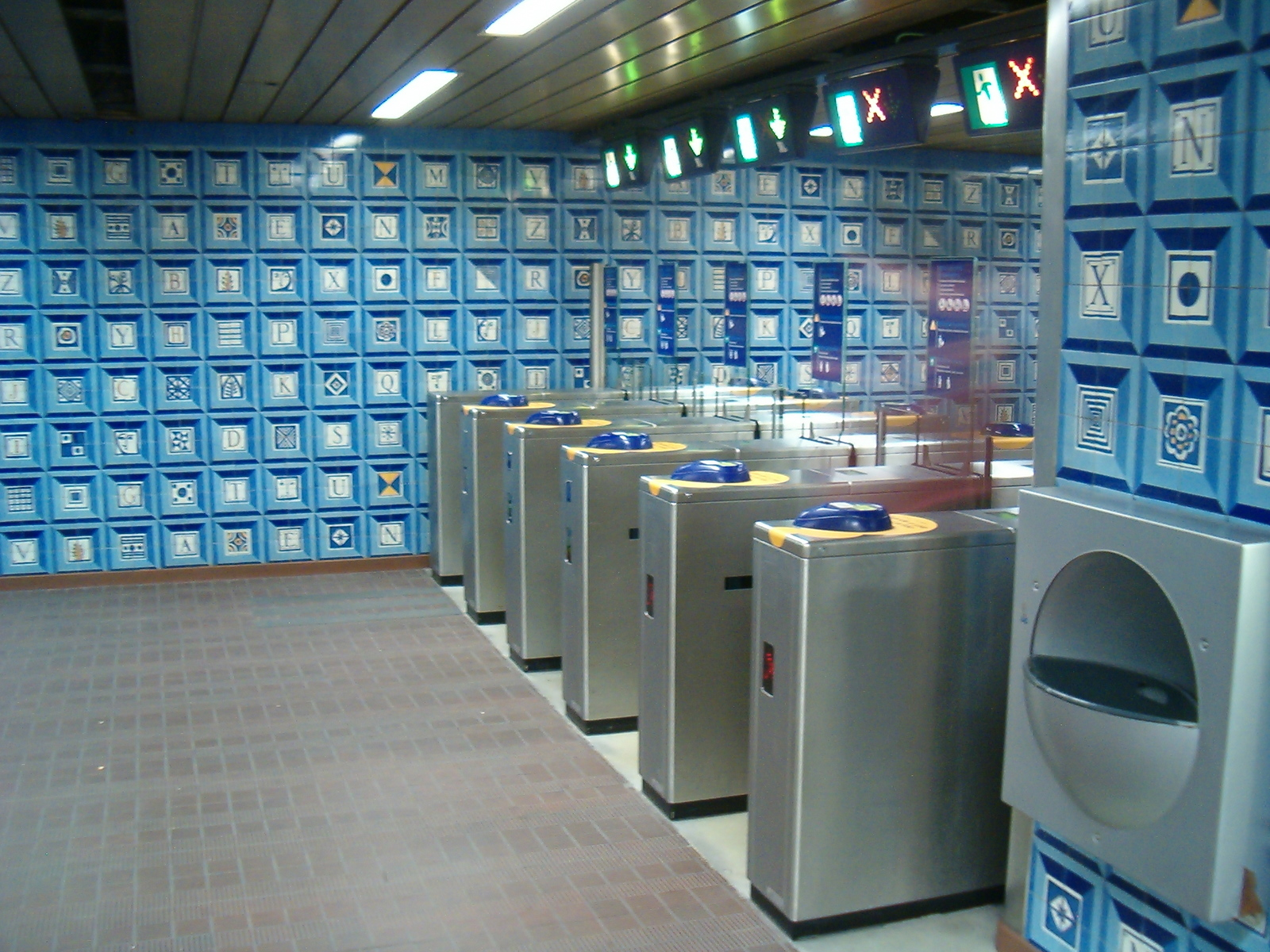
Пропускні турнікети на станції
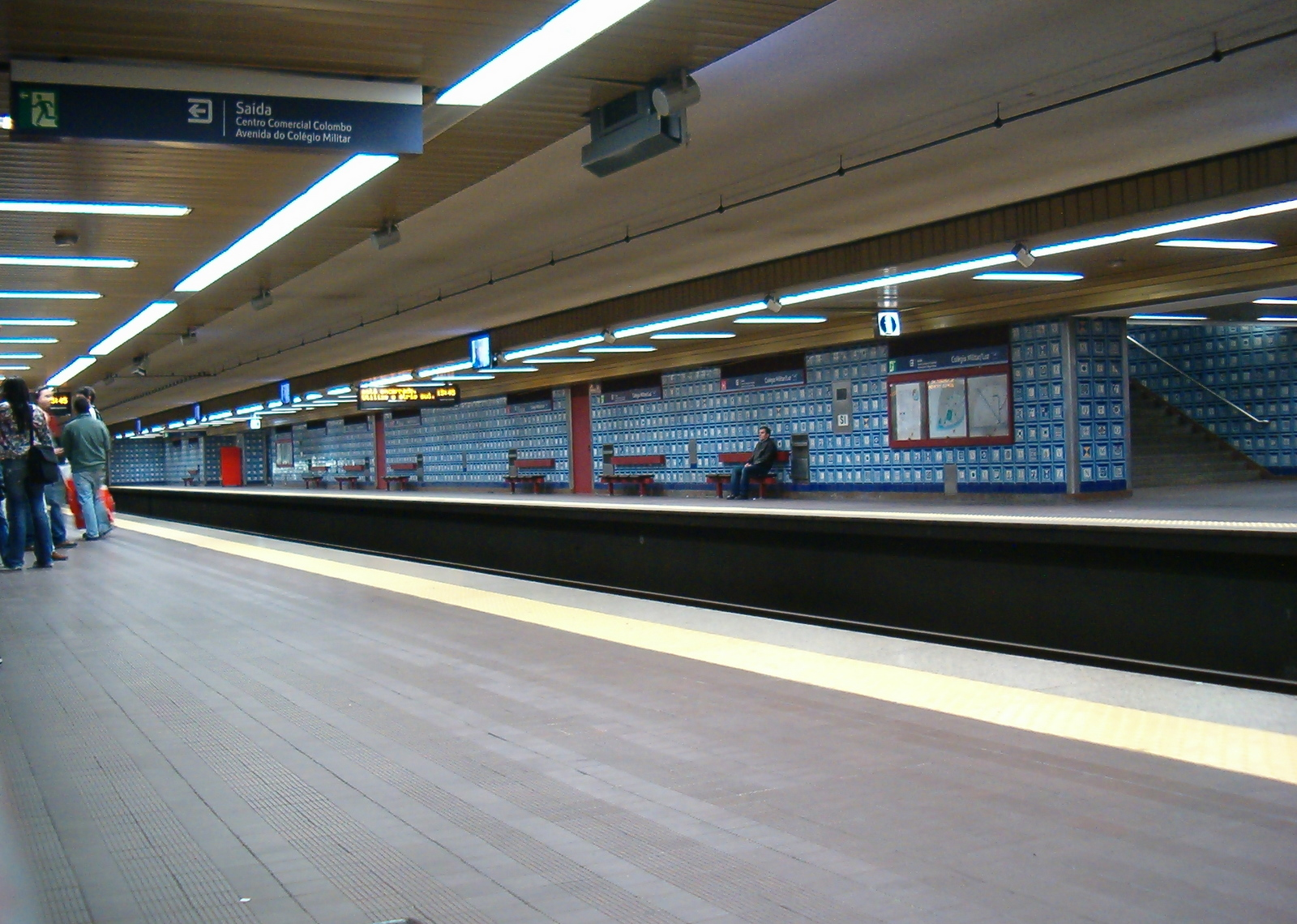
Посадкові платформи
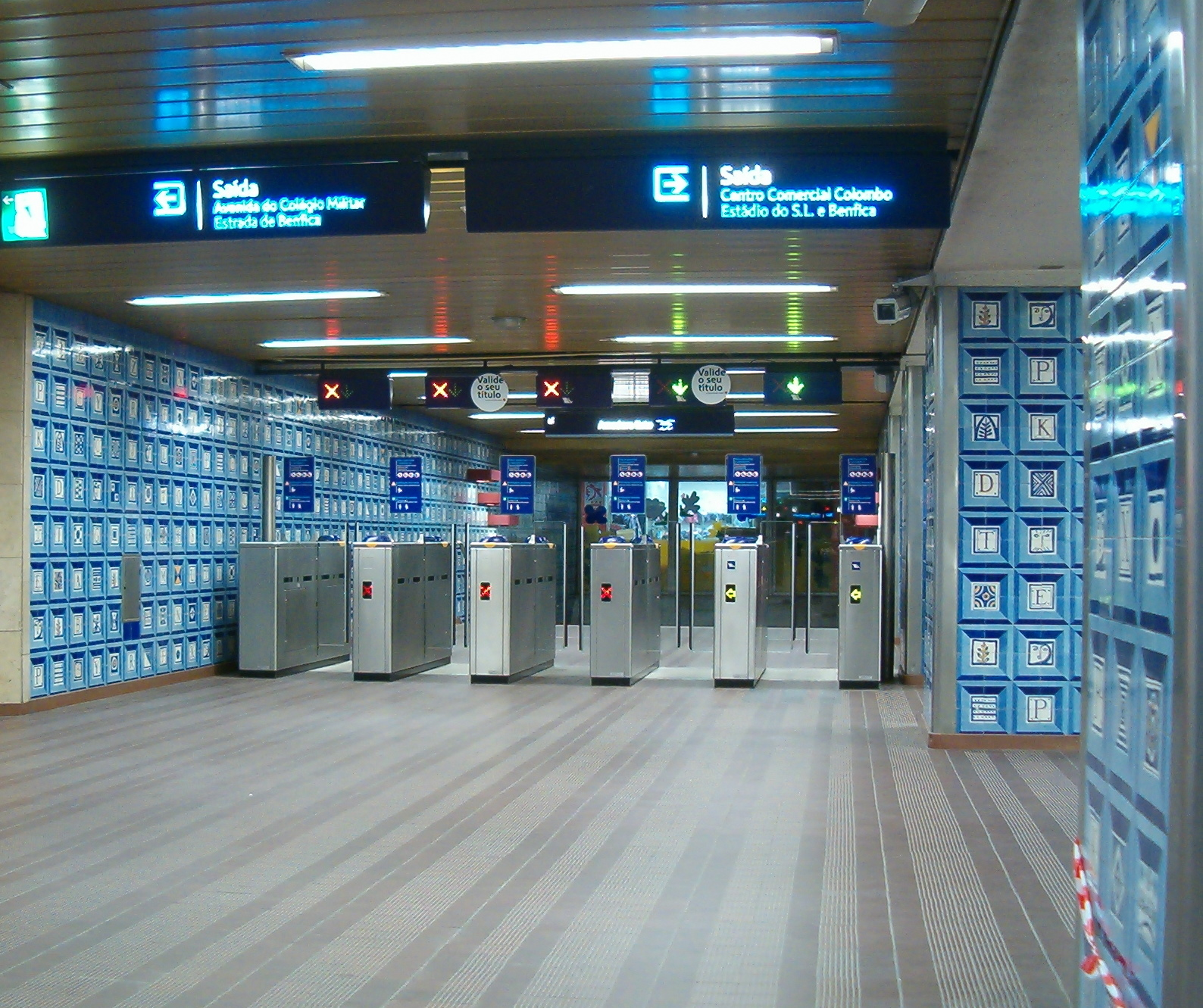
Пропускні турнікети (зовні)
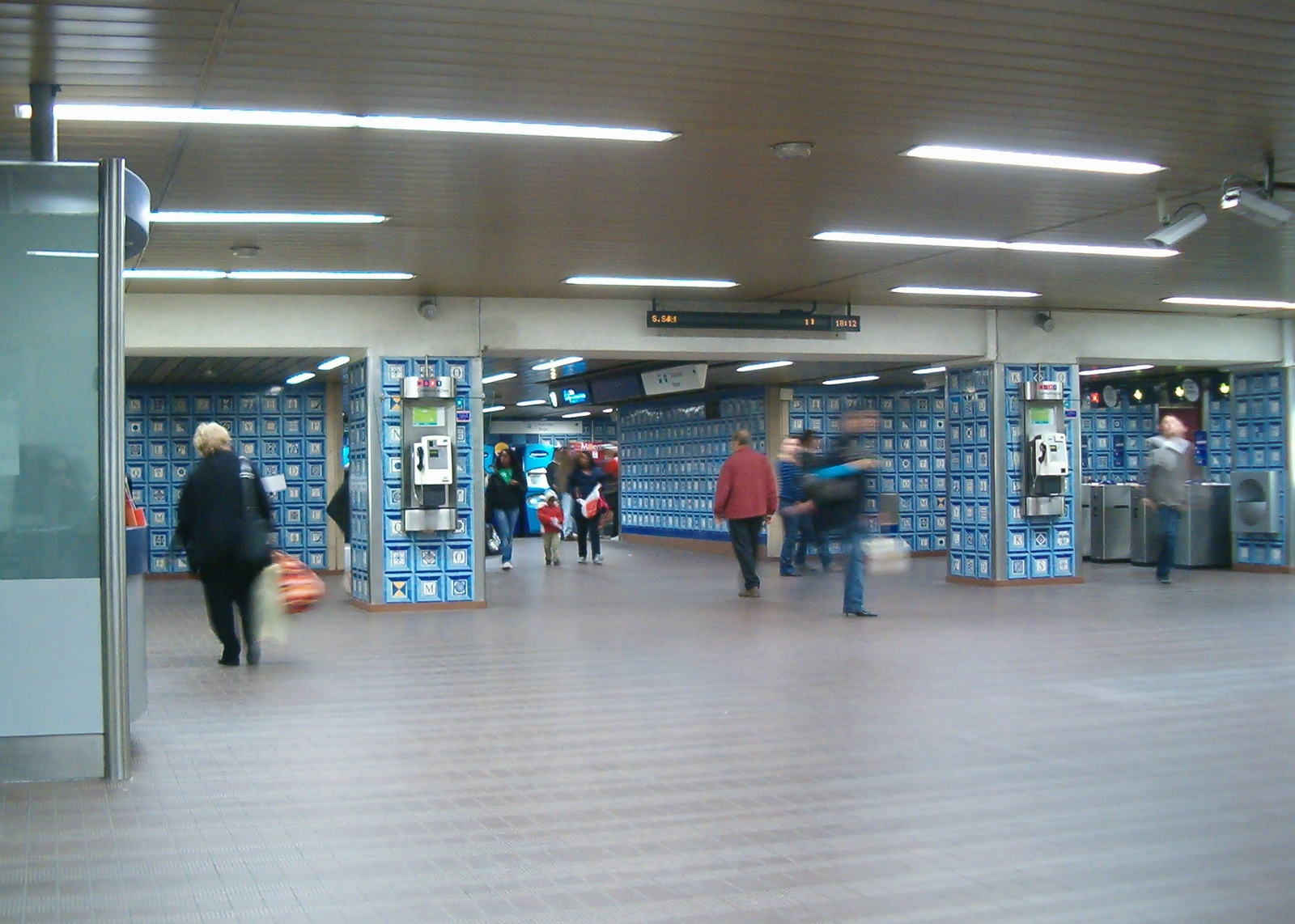
Вестибюль станції